# Megaselia setifimbria
Megaselia setifimbria är en tvåvingeart som beskrevs av Borgmeier 1971. Megaselia setifimbria ingår i släktet Megaselia och familjen puckelflugor. Inga underarter finns listade i Catalogue of Life.